# McKenzie Peak
Der McKenzie Peak ist ein 1504 m hoher Berg im ostantarktischen Mac-Robertson-Land. In der Athos Range der Prince Charles Mountains ragt er unmittelbar südlich des Mount Albion auf.
Luftaufnahmen der Australian National Antarctic Research Expeditions aus dem Jahr 1965 dienten seiner Kartierung. Das Antarctic Names Committee of Australia benannte ihn nach John Francis McKenzie, Funktechniker auf der Wilkes-Station im Jahr 1963.